# 토니 가틀리프

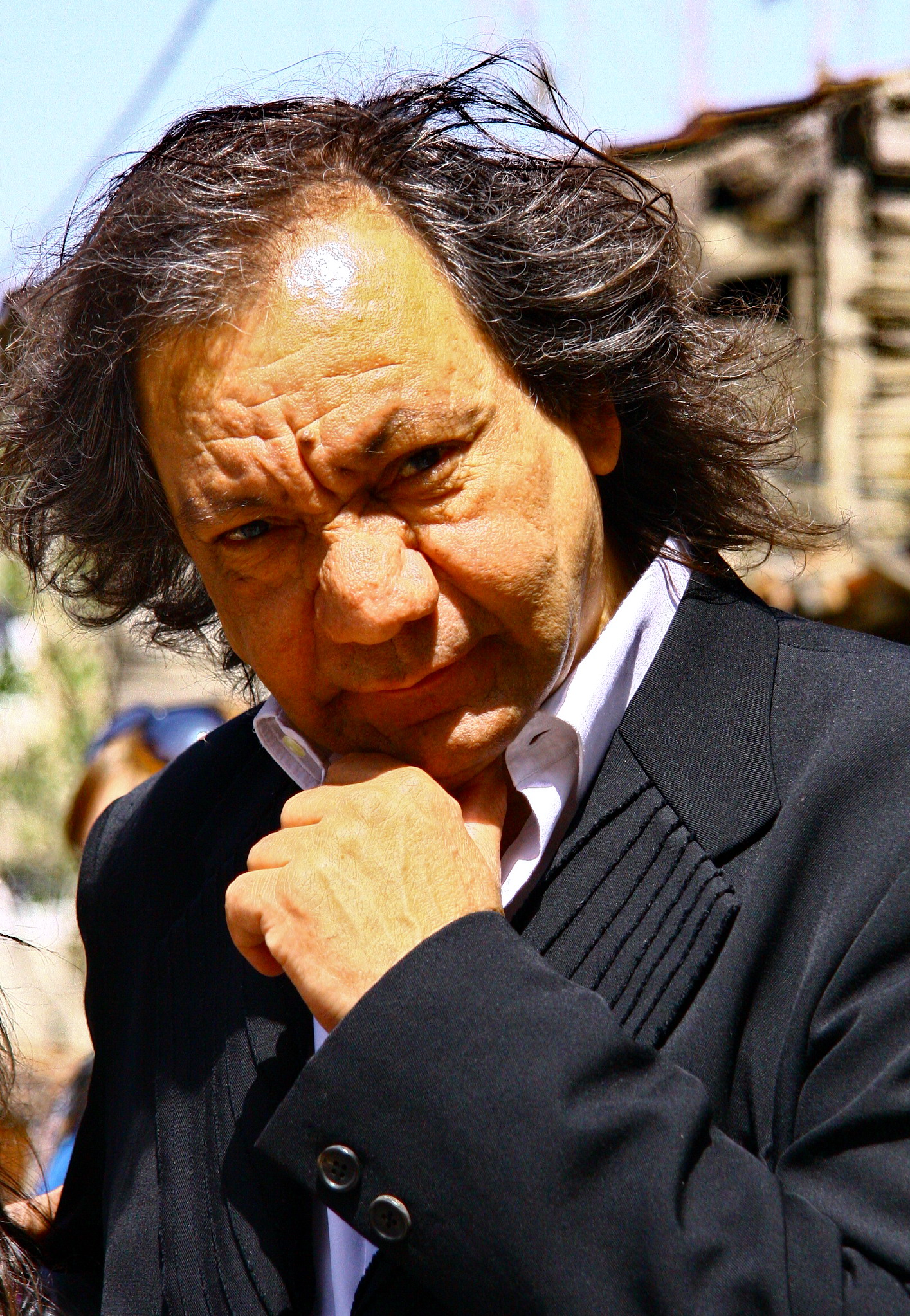

토니 가틀리프(Tony Gatlif, 1948년 9월 10일 ~ )는 프랑스의 영화 감독, 각본가이다.
프랑스령 알제리의 알제에서 태어났다. 본명은 미셸 다마니(Michel Dahmani)다.

## 영화
- 잼 (2017년)
- 제로니모 (2014년)
- 분노하라 (2012년)
- 코코로 (2009년)
- 트란실바니아 (2006년)
- 비전스 오브 유럽 (2004년)
- 추방된 사람들 (2004년)
- 스윙 (2002년)
- 벵고 (2000년)
- 가쵸 딜로 (1997년)
- 몬도 (1995년)
- 라쵸 드롬 (1993년)
- 가스파드 엣 로빈슨 (1990년)
- 루 드 드빠트 (1986년)
- Les Princes (1983)